# Jaken
Jaken es un demonio, que acompaña y sirve al señor Sesshōmaru en su viaje. Es un personaje secundario del anime y manga Inuyasha, creado por la mangaka Rumiko Takahashi.

## Resumen
Jaken conoció a Sesshōmaru en una batalla. Él lideraba un grupo de demonios comunes, mientras que el otro líder (una sacerdotisa maldita), le atrapó cuando Sesshōmaru apareció. Sesshōmaruque estaba de paso, ordenó a la sacerdotisa que se apartara porque le bloqueaba el camino, esta se negó, por lo que Sesshōmaru utilizó su látigo de energía para córtalo en pedazos.
Jaken ordenó a todo su grupo que se apartasen y abrieran paso para que Sesshōmaru pudiera pasar. Todos ellos se arrodillaron ante él, y Jaken cautivado por el poder, la presencia y la belleza de Sesshōmaru , abandonó a su ejército para seguirlo allá donde fuera.
Con el paso del tiempo y la perseverancia de Jaken, Sesshōmaru al final lo acabó aceptando como sirviente. Como regalo le obsequió con el báculo de dos cabezas, diciéndole que si podía utilizar su poder, entonces se podría convertirse en su sirviente.
Jaken es un demonio muy débil, su única arma es el báculo de las cabezas regalada por Sesshōmaru. Además él es bastante inútil en cualquier ámbito, aunque sí sirve por los conocimientos que tiene sobre los demonios.
La única persona que le agrada Jaken es Rin, a quien siempre cuenta historias de lo grandioso que es su amo, o sobre lo débil que es Inuyasha. Jaken conoció a Rin cuando él y Sesshōmaru se la encontraron muerta en el bosque y el demonio perro decidió revivirla. Jaken lo observó extrañado y le preguntó que por qué la revivió, pero no obtuvo ninguna respuesta.
Una vez Jaken fue asesinado por Kaijinbo, quien había forjado la espada Tokijin, pero Sesshōmaru lo revive utilizando la Tenseiga al igual que hizo que hizo con Rin. En otra ocasión, fue envenenado por las avispas venenosas de Naraku, por lo que Rin fue en busca de un antídoto, la Semilla de la planta milenaria, al campo de Jinenji, pero no fue capaz de obtenerla, por lo que Sesshōmaru, ante la sorpresa de todos fue en persona y consiguió la planta y volvió junto con Rin.

## Apariencia
Jaken es un demonio bastante débil con aspecto de rana. Es un demonio de estatura baja, calvo, de piel verde, ojos grandes perfectamente redondos y amarillos.
Su vestimenta es un haori color café con bordados en las mangas de un tono más oscuro y un hakama de color crema.

## Habilidades
El báculo de las dos cabezas que le regaló Sesshōmaru a Jaken, funciona como un detector y un lanzallamas bastante eficaz.
El jefe anciano del báculo es quien escupe fuego cuando se lo ordena Jaken. Cuando están cerca de la tumba del padre de Sesshōmaru e Inuyasha, grita el anciano. Pero cuando están en el lugar equivocado, grita la mujer.
- Datos: Q5108885